# 정미약조
정미약조(丁未約條)는 1547년 조선 명종 2년 정미년에 조선과 일본 쓰시마국이 맺은 약조로써 일본과의 통교를 금한 조치를 해제하고 통교를 재개하는 약조이다. 조선은 3년 전 사량진왜변 이후 통교를 금하였으나, 대마도의 소씨(宗氏)가 상황을 타개하고자 일본국인을 위사하여 조선과 다시 통교하는 정미약조를 얻어낸다.
조약은 배의 수와 종류 및 각종 벌칙 등의 이전에는 명시하지 않았던 상세한 내용을 담고 있으며, 배의 수는 사량진왜변 이전에 비해 줄어든 규모이나 이후 서서히 회복되게 된다.
약조 내용은 다음과 같다.
1. 세견선(歲遣船) 25척 내에, 대선(大船)을 9척, 중선을 8척, 소선을 8척으로 하며, 각 배의 인원수가 본래의 수를 넘을 경우 유포량(留浦糧)을 각각 절반으로 줄인다. 도서(圖書)를 받거나 직첩을 받아 통래하는 배의 인원수도 역시 같다.
2. 배에서 쓸 집물(什物)은 일체 지급하지 않는다.
3. 풍랑이 순조롭지 않다는 핑계로 가덕도(加德島) 서쪽에 와서 정박하는 자는 왜적으로 논한다.
4. 50년 전에 도서를 받고 직첩을 받은 자는 임신년 약조의 예에 의하여 접대를 허락하지 않는다.
5. 밤에 담을 넘거나 담을 헐고 나가 여염집을 왕래하는 자, 삼소(三所)의 배를 타고 몰래 여러 섬을 다니는 자, 칡을 캔다고 핑계하고 산에 올라가 멋대로 돌아다니는 자 등은 영원히 그 배의 접대를 허락하지 않는다.
6. 모든 약속은 진장(鎭將)의 영(令)에 따르고 이를 위반하는 자는 무거우면 3년, 가벼우면 2년간 접대를 허락하지 않는다.

## 같이 보기
- 사량진왜변(1544)
- 삼포왜란(1510)
- 임신약조(1512)
- 소 요시시게

1. ↑  명종실록 (1547년 2월 13일). “영의정 등이 대마도 약조, 황당인 처리 등을 논의하다”. 조선왕조실록.